# 自鴆
自鴆，又稱服毒或仰藥，是一種自殺方法，指自殺者服用「鴆」（毒藥的雅稱）自殺。
鴆是傳說中的鳥類，以毒蛇為食，其羽毛紫黑色，有劇毒，故古人將其羽毛放在酒中，製為毒酒，是為「鴆酒」，後以「鴆」雅稱各種毒藥。而古代賜死的方法中，由於自鴆不會見血，被視為有尊嚴的執行方法，常用於古代王公及世族之上。
西洋也有這樣的例子，第二次世界大戰中，納粹德國陸軍元帥埃爾溫·隆美爾因涉入7月20日密謀案而被阿道夫·希特勒迫令其自鴆，納粹德國宣傳部對外宣稱其因被盟軍間諜開槍擊傷才心臟衰竭而死。
自鴆一般是服用「含有劇毒的藥物」。例如特工会在舌下含装有氰化钾的胶囊，一旦暴露就咬破之而自杀。藥物過量則是服用大量的「一般藥物」，兩者略有差距。

## 中国歷史事例
- 呂不韋（仲父）
- 高長恭（蘭陵王）
- 李煜（李後主）
- 岳飛（岳武穆王）
- 曹宮
- 劉鄩
- 孔昭慈
- 袁天罡
- 王艮 (王敬止)

## 西方事例
- 蘇格拉底（古希臘哲學家）
- 埃爾溫·隆美爾（納粹德國陸軍元帥）